# Túnel da Covanca

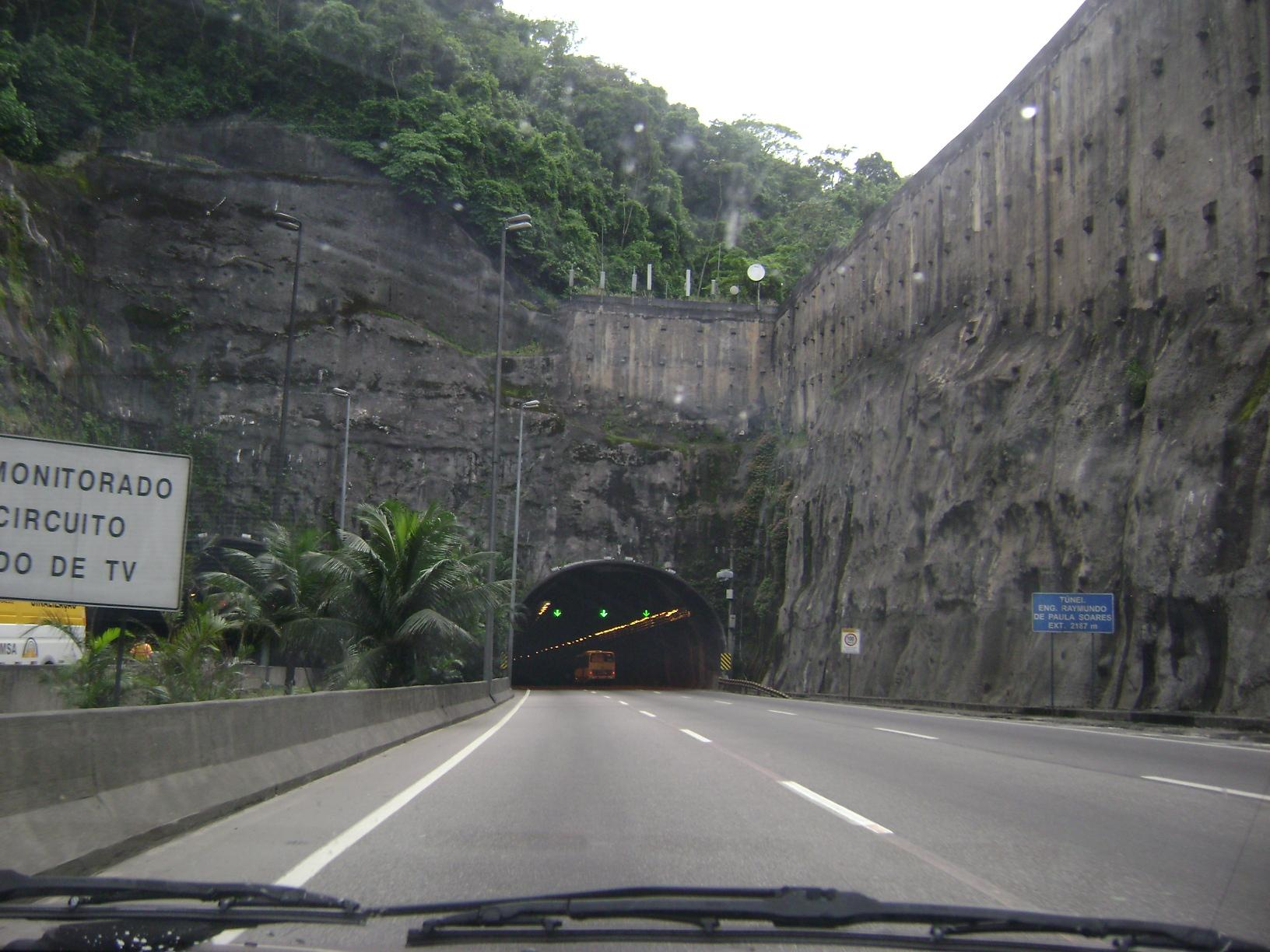
Túnel da Covanca, Rio de Janeiro (Richtung Fundão).

Der Túnel Engenheiro Raymundo de Paula Soares, im Volksmund bekannt als Túnel da Covanca, ist ein Straßentunnel in der Stadt Rio de Janeiro in Brasilien. Er führt durch die Serra dos Pretos-Forros und liegt zwischen der Stadtteilen Jacarepaguá (Südportal) und  Água Santa (Nordportal), in der Nähe der Mautstelle.
Der Tunnel gehört zur Trasse der Autobahn Linha Amarela, die Ilha do Fundão mit dem Stadtteil Barra da Tijuca verbindet und wurde 1997 eröffnet. Er besteht aus zwei parallelen Röhren mit einer Länge von jeweils 2187 Metern.
Der Tunnel wurde mit schwedischer Technologie errichtet und ist einer der weltweit längsten innerstädtischen Tunnels.